# Marek Trejgis
Marek Trejgis (* 4. März 1975 in Stargard Szczeciński) ist ein ehemaliger polnischer Fußballspieler.
Der Stürmer begann seine Karriere beim damaligen polnischen Drittligisten Błękitni Stargard Szczeciński, bevor er nach Deutschland übersiedelte und zu KS Polonia Hamburg wechselte. Von 1993 bis 1994 spielte er beim ASV Bergedorf 85. Hier entdeckten ihn Talentscouts des Hamburger SV und er wurde für die Amateurmannschaft verpflichtet. Hier spielte er dann drei Saisons lang, bevor er 1997 in den Profikader des Hamburger SV aufstieg. In der Fußball-Bundesliga absolvierte Trejgis 11 Spiele für den HSV. 1999 wechselte er in die 2. Fußball-Bundesliga zum Stadtrivalen FC St. Pauli. Von 1999 bis 2001 absolvierte er insgesamt 26 Spiele, in denen er nur ein Tor erzielte. 2001 wechselte er nach Griechenland zu Panionios Athen. Hier konnte er sich allerdings überhaupt nicht durchsetzen und wurde in nur zwei Spielen eingesetzt. So kehrte er noch im selben Jahr nach Deutschland zurück. Hier wurde er vom Regionalligisten Holstein Kiel verpflichtet. Für Holstein Kiel spielte Marek Trejgis drei Saisons lang, bevor er 2004 zu den Stuttgarter Kickers wechselte und hier nach Spielen sowohl in der ersten als auch in der zweiten Mannschaft seine Karriere 2005 beendete.

## Statistik
- Fußball-Bundesliga 11 Spiele/kein Tor
- 2. Fußball-Bundesliga 26 Spiele/1 Tor